# Germania ai Giochi della XI Olimpiade
La Germania partecipò ai Giochi della XI Olimpiade, svoltisi a Berlino, Germania, dal 1º al 16 agosto 1936, con una delegazione di 433 atleti impegnati in ventidue discipline.

## Medagliere

### Per discipline
| Sport              | Oro | Argento | Bronzo | Totale |
| ------------------ | --- | ------- | ------ | ------ |
| Ginnastica         | 6   | 1       | 6      | 13     |
| Equitazione        | 6   | 1       | 0      | 7      |
| Atletica leggera   | 5   | 4       | 7      | 16     |
| Canottaggio        | 5   | 1       | 1      | 7      |
| Canoa/kayak        | 2   | 3       | 2      | 7      |
| Pugilato           | 2   | 2       | 1      | 5      |
| Ciclismo           | 2   | 0       | 1      | 3      |
| Sollevamento pesi  | 1   | 2       | 2      | 5      |
| Tiro               | 1   | 2       | 0      | 3      |
| Vela               | 1   | 1       | 1      | 3      |
| Pallamano          | 1   | 0       | 0      | 1      |
| Pentathlon moderno | 1   | 0       | 0      | 1      |
| Nuoto              | 0   | 3       | 1      | 4      |
| Lotta greco-romana | 0   | 2       | 2      | 4      |
| Lotta libera       | 0   | 1       | 2      | 3      |
| Scherma            | 0   | 1       | 2      | 3      |
| Hockey su prato    | 0   | 1       | 0      | 1      |
| Pallanuoto         | 0   | 1       | 0      | 1      |
| Tuffi              | 0   | 0       | 2      | 2      |
| Totale             | 33  | 26      | 30     | 89     |

### Medaglie
| Medaglia | Atleta | Sport              | Evento                                       |
| -------- | --- | ------------------ | -------------------------------------------- |
| Oro      | Hans Woellke | Atletica leggera   | Getto del peso                               |
| Oro      | Karl Hein | Atletica leggera   | Lancio del martello                          |
| Oro      | Gerhard Stöck | Atletica leggera   | Lancio del giavellotto maschile              |
| Oro      | Gisela Mauermayer | Atletica leggera   | Lancio del disco femminile                   |
| Oro      | Tilly Fleischer | Atletica leggera   | Lancio del giavellotto femminile             |
| Oro      | Ernst Krebs | Canoa/kayak        | K1 10000 metri                               |
| Oro      | Paul Wevers Ludwig Landen | Canoa/kayak        | K2 10000 metri                               |
| Oro      | Gustav Schäfer | Canottaggio        | Singolo maschile                             |
| Oro      | Willi Eichhorn Hugo Strauß | Canottaggio        | Due senza maschile                           |
| Oro      | Gerhard Gustmann Herbert Adamski Tim. Dieter Arend | Canottaggio        | Due con maschile                             |
| Oro      | Rudolf Eckstein Anton Rom Martin Karl Wilhelm Menne | Canottaggio        | Quattro senza maschile                       |
| Oro      | Hans Maier Walter Volle Ernst Gaber Paul Söllner Tim.Fritz Bauer | Canottaggio        | Quattro con maschile                         |
| Oro      | Nikolaus Anton Merkens | Ciclismo           | Velocità individuale                         |
| Oro      | Ernst Ihbe Carly Lorenz | Ciclismo           | Tandem                                       |
| Oro      | Heinrich Pollay | Equitazione        | Dressage individuale                         |
| Oro      | Heinrich Pollay Friedrich Gerhard Hermann von Oppeln-Bronikowski | Equitazione        | Dressage a squadre                           |
| Oro      | Ludwig Stubbendorf | Equitazione        | Concorso completo individuale                |
| Oro      | Ludwig Stubbendorf Rudolf Lippert Konrad von Wangenheim | Equitazione        | Concorso completo a squadre                  |
| Oro      | Kurt Hasse | Equitazione        | Salto ostacoli individuale                   |
| Oro      | Kurt Hasse Marten von Barnekow Heinz Brandt | Equitazione        | Salto ostacoli a squadre                     |
| Oro      | Alfred Schwarzmann Konrad Frey Matthias Volz Wilhelm Stadel Franz Beckert Walter Steffens Innozenz Stangl Ernst Winter | Ginnastica         | Concorso a squadre maschile                  |
| Oro      | Alfred Schwarzmann | Ginnastica         | Concorso individuale maschile                |
| Oro      | Alfred Schwarzmann | Ginnastica         | Volteggio maschile                           |
| Oro      | Konrad Frey | Ginnastica         | Parallele simmetriche                        |
| Oro      | Konrad Frey | Ginnastica         | Cavallo con maniglie                         |
| Oro      | Gertrud Meyer Erna Bürger Käthe Sohnemann Isolde Frölian Anita Bärwirth Paula Pöhlsen Friedl Iby Julie Schmitt | Ginnastica         | Concorso a squadre femminile                 |
| Oro      | Heinz Körvers Arthur Knautz Willy Bandholz Hans Keiter Willi Brinkmann Georg Dascher Erich Herrmann Hans Theilig Helmut Berthold Alfred Klingler Fritz Fromm Karl Kreutzberg Heinrich Keimig Wilhelm Müller Kurt Dossin Rudolf Stahl Hannes Hansen Fritz Spengler Edgar Reinhardt Günther Ortmann Wilhelm Baumann Helmut Braselmann | Pallamano          |                                              |
| Oro      | Gotthard Handrick | Pentathlon moderno | Individuale                                  |
| Oro      | Willy Kaiser | Pugilato           | Pesi mosca                                   |
| Oro      | Herbert Runge | Pugilato           | Pesi massimi                                 |
| Oro      | Josef Manger | Sollevamento pesi  | Pesi massimi                                 |
| Oro      | Cornelius van Oyen | Tiro               | Pistola 25 metri                             |
| Oro      | Hans-Joachim Weise Peter Bischoff | Vela               | Star                                         |
| Argento  | Carl Ludwig Long | Atletica leggera   | Salto in lungo                               |
| Argento  | Erwin Blask | Atletica leggera   | Lancio del martello                          |
| Argento  | Anni Steuer | Atletica leggera   | 80 metri ostacoli                            |
| Argento  | Luise Krüger | Atletica leggera   | Lancio del giavellotto femminile             |
| Argento  | Helmut Cämmerer | Canoa/kayak        | K1 1000 metri                                |
| Argento  | Ewald Tilker Fritz Bondroit | Canoa/kayak        | K2 1000 metri                                |
| Argento  | Willy Horn Erich Hanisch | Canoa/kayak        | F2 10000 metri                               |
| Argento  | Willi Kaidel Joachim Pirsch | Canottaggio        | Due di coppia maschile                       |
| Argento  | Friedrich Gerhard | Equitazione        | Dressage individuale                         |
| Argento  | Konrad Frey | Ginnastica         | Sbarra                                       |
| Argento  | Karl Dröse Herbert Kemmer Erich Zander Alfred Gerdes Erwin Keller Heinz Schmalix Harald Huffmann Werner Hamel Kutti Weiß Hans Scherbart Fritz Messner Tito Warnholtz Detlef Okrent Hermann auf der Heide Heinrich Peter Carl Menke Heinz Raack Paul Mehlitz Ludwig Beisiegel Carl Ruck Erich Cuntz Werner Kubitzki                  | Hockey su prato    |                                              |
| Argento  | Fritz Schäfer | Lotta greco-romana | Pesi welter                                  |
| Argento  | Ludwig Schweickert | Lotta greco-romana | Pesi medi                                    |
| Argento  | Wolfgang Ehrl | Lotta libera       | Pesi leggeri                                 |
| Argento  | Erwin Sietas | Nuoto              | 200 metri rana maschili                      |
| Argento  | Martha Genenger | Nuoto              | 200 metri rana femminili                     |
| Argento  | Ruth Halbsguth Leni Lohmar Ingeborg Schmitz Gisela Arendt Ursula Pollack | Nuoto              | Staffetta 4x100 metri stile libero femminile |
| Argento  | Germania | Pallanuoto         | Torneo Maschile                              |
| Argento  | Michael Murach | Pugilato           | Pesi welter                                  |
| Argento  | Richard Vogt | Pugilato           | Pesi mediomassimi                            |
| Argento  | Helene Mayer | Scherma            | Fioretto individuale femminile               |
| Argento  | Rudolf Ismayr | Sollevamento pesi  | Pesi medi                                    |
| Argento  | Eugen Deutsch | Sollevamento pesi  | Pesi massimi-leggeri                         |
| Argento  | Heinrich-Georg Hax | Tiro               | Pistola 25 metri                             |
| Argento  | Erich Krempel | Tiro               | Pistola 50 metri                             |
| Argento  | Werner Krogmann | Vela               | O-Jolle                                      |
| Bronzo   | Alfred Dompert | Atletica leggera   | 3000 metri siepi                             |
| Bronzo   | Wilhelm Leichum Erich Borchmeyer Erwin Gillmeister Gerd Hornberger | Atletica leggera   | Staffetta 4×100 metri maschile               |
| Bronzo   | Helmut Hamann Friedrich von Stülpnagel Harry Voigt Rudi Harbig | Atletica leggera   | Staffetta 4×400 metri                        |
| Bronzo   | Gerhard Stöck | Atletica leggera   | Getto del peso                               |
| Bronzo   | Käthe Krauß | Atletica leggera   | 100 metri piani femminili                    |
| Bronzo   | Elfriede Kaun | Atletica leggera   | Salto in alto femminile                      |
| Bronzo   | Paula Mollenhauer | Atletica leggera   | Lancio del disco femminile                   |
| Bronzo   | Erich Koschik | Canoa/kayak        | C1 1000 metri                                |
| Bronzo   | Xaver Hörmann | Canoa/kayak        | F1 10000 metri                               |
| Bronzo   | Alfred Rieck Helmut Radach Hans Kuschke Heinz Kaufmann Gerd Völs Werner Loeckle Hans-Joachim Hannemann Herbert Schmidt Tim:Wilhelm Mahlow | Canottaggio        | Otto maschile                                |
| Bronzo   | Rudolf Karsch | Ciclismo           | Chilometro da fermo                          |
| Bronzo   | Konrad Frey | Ginnastica         | Concorso individuale maschile                |
| Bronzo   | Konrad Frey | Ginnastica         | Corpo libero maschile                        |
| Bronzo   | Matthias Volz | Ginnastica         | Volteggio maschile                           |
| Bronzo   | Alfred Schwarzmann | Ginnastica         | Parallele simmetriche                        |
| Bronzo   | Alfred Schwarzmann | Ginnastica         | Sbarra                                       |
| Bronzo   | Matthias Volz | Ginnastica         | Anelli                                       |
| Bronzo   | Jakob Brendel | Lotta greco-romana | Pesi gallo                                   |
| Bronzo   | Kurt Hornfischer | Lotta greco-romana | Pesi massimi                                 |
| Bronzo   | Johannes Herbert | Lotta libera       | Pesi gallo                                   |
| Bronzo   | Erich Siebert | Lotta libera       | Pesi medio-massimi                           |
| Bronzo   | Gisela Arendt | Nuoto              | 100 metri stile libero femminili             |
| Bronzo   | Josef Miner | Pugilato           | Pesi piuma                                   |
| Bronzo   | Siegfried Lerdon August Heim Julius Eisenecker Erwin Casmir Stefan Rosenbauer Otto Adam | Scherma            | Fioretto a squadre maschile                  |
| Bronzo   | Richard Wahl Julius Eisenecker Erwin Casmir August Heim Hans Esser Hans Jörger | Scherma            | Sciabola a squadre maschile                  |
| Bronzo   | Karl Jansen | Sollevamento pesi  | Pesi leggeri                                 |
| Bronzo   | Adolf Wagner | Sollevamento pesi  | Pesi medi                                    |
| Bronzo   | Hermann Stork | Tuffi              | Piattaforma maschile                         |
| Bronzo   | Käthe Köhler | Tuffi              | Piattaforma femminile                        |
| Bronzo   | Alfried Krupp Eduard Mohr Felix Scheder-Bieschin Fritz Bischoff Hans Howaldt Otto Wachs | Vela               | 8 metri                                      |

## Risultati

### Calcio
| Atleta | Classifica |                     |
| --- | --- | ------------------- |
| V · D · M Nazionale tedesca · Calcio ai Giochi Olimpici Estivi 1936 P Buchloh · P Jakob · P Jürissen · D Ditgens · D Munkert · D Münzenberg · C Bernard · C Gellesch · C Goldbrunner · C Gramlich · C Janes · C Mehl · C Sold · A Eckert · A Elbern · A Gauchel · A Hohmann · A Lehner · A Lenz · A Siffling · A Simetsreiter · A Urban · CT : Nerz | 5° |                     |
| Nazionale tedesca · Calcio ai Giochi Olimpici Estivi 1936 | |                     |
| P Buchloh · P Jakob · P Jürissen · D Ditgens · D Munkert · D Münzenberg · C Bernard · C Gellesch · C Goldbrunner · C Gramlich · C Janes · C Mehl · C Sold · A Eckert · A Elbern · A Gauchel · A Hohmann · A Lehner · A Lenz · A Siffling · A Simetsreiter · A Urban · CT: Nerz                                                                      | P Buchloh · P Jakob · P Jürissen · D Ditgens · D Munkert · D Münzenberg · C Bernard · C Gellesch · C Goldbrunner · C Gramlich · C Janes · C Mehl · C Sold · A Eckert · A Elbern · A Gauchel · A Hohmann · A Lehner · A Lenz · A Siffling · A Simetsreiter · A Urban · CT: Nerz | Germania (bandiera) |

### Pallacanestro
| Atleta | Classifica |
| --- | ---------- |
| V · D · M Nazionale tedesca - Pallacanestro ai Giochi della XI Olimpiade Cuiper · Duis · Endres · Göing · Kuchenbecker · Lohbeck · Niclaus · Oleska · Reischieß · Steinschulte · Daume · Gottwald · Künzel · Schäfer . Tl.: Hermann Niebuhr · All. Hugo Murero | 15°        |
| Nazionale tedesca - Pallacanestro ai Giochi della XI Olimpiade |            |
| Cuiper · Duis · Endres · Göing · Kuchenbecker · Lohbeck · Niclaus · Oleska · Reischieß · Steinschulte · Daume · Gottwald · Künzel · Schäfer. Tl.: Hermann Niebuhr · All. Hugo Murero                                                                           |            |

### Pallanuoto
| Atleta | Classifica |                     |
| --- | --- | ------------------- |
| V · D · M Nazionale maschile tedesca di pallanuoto · Giochi olimpici - Berlino 1936 Baier · Gunst · Hauser · Kienzle · Klingenburg · Krug · Schneider · Schulze · Schürger · Schwenn · Stolze · CT : - | Argento |                     |
| Nazionale maschile tedesca di pallanuoto · Giochi olimpici - Berlino 1936 | |                     |
| Baier · Gunst · Hauser · Kienzle · Klingenburg · Krug · Schneider · Schulze · Schürger · Schwenn · Stolze · CT: -                                                                                      | Baier · Gunst · Hauser · Kienzle · Klingenburg · Krug · Schneider · Schulze · Schürger · Schwenn · Stolze · CT: - | Germania (bandiera) |